# Rudeltaktik
Rudeltaktik (auch Wolfsrudeltaktik) war eine Taktik deutscher U-Boote im Zweiten Weltkrieg. Die alternative Benennung Wolfsrudeltaktik leitet sich von dem englischen Begriff „wolfpack“ ab. Die Briten benutzten den Begriff nach deutschen U-Boot-Angriffen; im Pazifik führte die US-Marine 1943 wolf packs von jeweils drei Booten hauptsächlich für den Tonnagekrieg ein.

## Ursprung
Die während des Ersten Weltkriegs im Mittelmeer eingesetzten deutschen U-Boote gingen in den letzten Kriegsmonaten dazu über, feindliche Konvois nicht mehr einzeln, sondern im Verband anzugreifen. Das war die Reaktion auf die, durch die technische Entwicklung ermöglichten, verstärkten Patrouillenflüge des Gegners, mit denen die Schifffahrtswege gesichert wurden. Einer der im Mittelmeer operierenden deutschen U-Bootkommandanten war der damals 23-jährige Karl Dönitz, Kommandant von UB 68, einem U-Boot vom Typ UB II. Die hierbei vom späteren Befehlshaber der U-Boote und Großadmiral gemachten Erfahrungen wurden die Grundlage für seine Einführung der Rudeltaktik in der sich ab 1935 entwickelnden neuen U-Bootwaffe, deren Befehlshaber er im Jahr 1936 wurde. Otto Ciliax, ein Crewkamerad Dönitz’, kritisierte die Rudeltaktik diesem gegenüber bereits vor deren Etablierung als zu anfällig, da ihr Funktionieren „zu stark vom Funkverkehr“ abhinge. Durch erste Übungen in der Nordsee, bei denen sich insbesondere Günther Prien hervortat, fühlte sich Dönitz jedoch in seinen Einschätzungen bestätigt.

### Das frühe Geleitzugsystem
Bereits am 26. August 1939 – also schon vor Beginn der offenen Feindseligkeiten – hatte die britische Admiralität die gesamte britische Handelsschifffahrt unter ihren Befehl gestellt. Direkt nach der Versenkung der Athenia etablierten die Alliierten im Nordatlantik ein Geleitzugsystem, das die Versorgung der britischen Inseln sicherstellen sollte.
- HX- und SC-Konvois fuhren von Nova Scotia nach Großbritannien.
- OA- und OB-Konvois gingen von dort aus zurück nach Nordamerika.
- SL-Konvois wurden vor Sierra Leone zusammengestellt und gingen nach Großbritannien.
- HG-Konvois entsprechend von Gibraltar aus.
- OG-Konvois von Großbritannien nach dort zurück.

Die Erfahrungen des Ersten Weltkrieges hatten gezeigt, dass deutsche U-Boote die eigentliche Gefahr für diese Geleitzüge darstellten. Die britische Marine hatte daher über hundert ihrer Schiffe mit U-Boot-Ortungssystemen (vgl. ASDIC) ausgerüstet. In den ersten Kriegsjahren standen zunächst wenige Schiffe als Geleitschiffe zur Verfügung – oft wurde diese Aufgabe von hastig umgerüsteten Fischtrawlern übernommen.

### Erste Erfahrungen
Im Oktober 1939 kam die Rudeltaktik erstmals zum Einsatz. Zu diesem Zeitpunkt operierten sechs Boote im Nordatlantik: jeweils drei Boote der U-Boot-Klasse VII B und der U-Boot-Klasse IX. Die Boote sollten den Geleitzug KJF 3 attackieren, der vor Kingston zusammengestellt worden war. Zwei Boote gingen bereits verloren, bevor der Konvoi aufgespürt wurde: U 42 wurde im Anschluss an ein Feuergefecht mit dem Handelsschiff Stonepool von zwei zu Hilfe gerufenen Zerstörern versenkt und U 40 sank in einem Minenfeld im Englischen Kanal. Von den verbliebenen vier Booten nahmen U 45, U 48 und U 37 das Gefecht mit den Schiffen des Geleitzugs auf, die durch keine Geleitschiffe geschützt waren, und versenkten mehrere Frachter. Dem vierten Boot, U 46, gelang es nicht, KJF 3 aufzuspüren. Aus den Erfahrungen dieses erstmaligen Versuchs resultierte die konzeptionelle Anweisung, dass das erste Boot, das den Gegner aufspürt, nicht unmittelbar angreifen, sondern abwarten soll, bis weitere Boote durch Signale herangeführt worden sind.

## Grundsätze
Hauptziel der Rudeltaktik war es, den gemeinsamen Einsatz mehrerer U-Boote am Feind zu ermöglichen. Dem lag das grundsätzliche taktische Bestreben zugrunde, dem Gegner am Ort des Gefechts überlegen zu sein. Daher war der ideale Zeitpunkt für einen solchen gemeinsamen Angriff auch die Nacht; denn dann waren die U-Boote, insbesondere aufgrund ihrer niedrigen Silhouette, die bei ausreichender Entfernung der Fahrzeuge unterhalb des Horizonts lag, vom Gegner nur schwer zu erkennen.
Initiiert wurde der gemeinsame Einsatz durch eines der U-Boote, das den Gegner – idealerweise mehrere potentielle Ziele – entdeckte, doch noch nicht attackierte, sondern zunächst weitere Boote heranführte. Eine U-Bootgruppe, die nach der Rudeltaktik operieren sollte, konnte dabei auf zweierlei Weise entstehen. Zum einen konnten aufgrund einer Meldung eines patrouillierenden Bootes oder Flugzeugs mehrere U-Boote in das jeweilige Seegebiet beordert werden. Weitaus häufiger jedoch wurden solche U-Bootgruppen „am grünen Tisch“ als Reaktion auf die nachrichtendienstlich, z. B. durch den Marinenachrichtendienst, erhaltene Meldung eines Geleitzugs zusammengestellt und anschließend zu der entsprechenden Position befohlen.

### Suchstreifen
Im Falle einer solchen U-Bootgruppe bildeten die einzelnen Boote zunächst, jeweils ca. 15 km voneinander entfernt, ein „Suchfeld“ bzw. einen „Suchstreifen“. Hatte eines der U-Boot einen Geleitzug gesichtet, meldete es diesen anschließend mit einem aus 20 Zeichen bestehenden Kurzsignal, das neben Wetter, Standort, Kurs, Geschwindigkeit, Schiffsanzahl und Geleitsicherung des Konvois auch über die verfügbare Brennstoffmenge des meldenden Bootes informierte, den anderen Booten der Gruppe und gab diese Meldung von nun an alle zwei Stunden ab, um so den Kontakt zu den weiteren auf den Geleitzug zulaufenden U-Booten zu halten (d. h. sie „heranzuführen“).

### Weiteres Vorgehen
Während der „Suchstreifen“ ggf. noch sehr auseinandergezogen war, kamen vor dem eigentlichen Gefecht möglichst viele U-Boote um einen Geleitzug zusammen, wobei es optimal war, wenn das mittlere Boot des „Suchfeldes“ hierbei die Sichtung übernahm. Die anschließenden Angriffe der einzelnen U-Boote des Rudels dagegen erfolgten nur noch teilweise organisiert – die einzige „Organisation“ der Angriffe bestand also im Wesentlichen darin, die anderen U-Boote durch den Fühlungshalter „herangeführt“ zu haben, wobei dieser den übrigen Booten durch sein Aussenden von Peilsignalen außerdem die Position angab, von der aus anschließend alle gemeinsam die Schlacht eröffneten.

### Nächtliches Auftauchen und Angriff
Die Angriffe selbst erfolgten dabei in der ersten Zeit meist nachts und über Wasser, da die U-Boote zu dieser Tageszeit für die Bewacher der Konvois (z. B. Zerstörer) ohne deren erst später verfügbares Radar fast unsichtbar waren: Die alliierten Schiffe besaßen zwar mit dem ASDIC bereits ein Gerät, das die Ortung eines getauchten U-Boots bis zu einer Entfernung von 1500 Metern ermöglichte – aufgetaucht fahrende U-Boote jedoch vermochte es nicht zu erfassen.

### Beispiele
- Angriff auf SC 7 im Oktober 1940
- Markgraf und Raubritter im August und September 1941
- Mordbrenner im Oktober 1941
- Westwall im Februar 1942
- Strauchritter im April 1942
- Pfadfinder im Mai 1942
- Angriff auf Outbound South 34 im Juli 1942
- Steinbrinck im Juli 1942
- Blücher im August 1942
- Angriff auf Slow Convoy 100 im September 1942
- Wotan, Panther und Puma im Oktober 1942
- Spitz und Ungestüm im Dezember 1942
- Falke und Landsknecht im Dezember 1942 und im Januar 1943
- Jaguar im Januar 1943
- Habicht im Januar 1943
- Pfeil von September 1942 bis Februar 1943
- Burggraf, Sturmbock, Knappen und Ritter im Februar 1943
- Neuland gegen HX 228 im März 1943
- Angriff auf HX 229 im März 1943
- U-Bootgruppe Adler im März 1943
- Seeteufel und Löwenherz im März und April 1943
- Meise im April 1943
- Donau 1 im Mai 1943
- Roßbach im September 1943
- Borkum im Dezember 1943
- Rügen im Januar 1944
- Preußen im März 1944

## Erfolge
Bis zum Sommer 1940 standen der U-Bootführung im Atlantik zu wenige U-Boote zur Verfügung, um die Geleitzüge der Alliierten nach den Prinzipien der Rudeltaktik anzugreifen. Weniger der verstärkte Neubau als die Eroberung der französischen Atlantikhäfen ermöglichte die Aufstellung der ersten U-Bootgruppen, die nach der Rudeltaktik operieren konnten. Als dementsprechend im Herbst 1940 die ersten U-Bootgruppen Konvois attackierten, stiegen die Versenkungsziffern an. Im August hatten die einzeln operierenden Boote insgesamt 267.618 BRT versenkt. Der Einsatz koordinierter U-Bootgruppen bei vier Geleitzugschlachten steigerte die Erfolge im September auf 295.335 BRT und im Oktober auf 352.407 BRT. Gleichzeitig gingen lediglich zwei deutsche U-Boote verloren, davon eines – U 57 – ohne Feindeinwirkung bei einer Kollision vor der Brunsbütteler Schleuse.

## Gegenmaßnahmen
Als Reaktion auf eine U-Bootsichtung wurden üblicherweise mehrere Geleitfahrzeuge auf die Jagd nach dem U-Boot geschickt, während welcher sich diese viele Meilen vom Konvoi entfernten. Wenn der Geleitzug in dieser Zeit – wegen vermuteter oder gar tatsächlicher U-Bootangriffe – einen Kurswechsel vornahm, konnte es dazu kommen, dass die Geleitschützer ihre „Herde“ zunächst einmal gar nicht wiederfanden. Als Reaktion auf die Rudeltaktik stellte die britische Admiralität Verbände auf, die im gemeinsamen Vorgehen gegen U-Boote trainiert wurden. Diese sogenannten Escort-Groups übten den Geleitschutz vor den Küsten Schottlands und Irlands und ihre Offiziere wurden in einer eigens in Liverpool gegründeten Schule in den entsprechenden Taktiken ausgebildet.

## Veraltung
Die Rudeltaktik war die konsequente Antwort auf die Taktik der Geleitzugbildung. Der massive Einsatz der U-Boote wurde auf alliierter Seite durch technische Weiterentwicklungen und die entschlüsselten Enigma-Codes im Laufe des Zweiten Weltkrieges letztlich aufgewogen, was sich in massiven Verlustzahlen bei den U-Booten niederschlug und in (vergleichsweise) niedrigen Verlusten an Handelsschiffen ab Mai 1943.
Die Rudeltaktik verlor an Bedeutung, als Ende 1942 das Radar (beim Bomber zunächst kombiniert mit dem Leigh light) und das Sonar (ASDIC etc.) auf der englischen Seite ausgereift war und immer erfolgreicher eingesetzt werden konnte. Mit Einführung des HFDF-Funkpeilgerätes Huff-Duff durch die Alliierten wurde die Aufgabe für das Fühlung haltende Boot extrem gefährlich bis undurchführbar. Trotzdem gab es bis zum Mai 1943 noch mehrere Geleitzugschlachten, die trotz hoher U-Bootverluste als deutsche Siege angesehen werden können. Danach stand der Krieg für die U-Boot-Waffe strategisch verloren, und sie konnte nur noch sporadische Erfolge erzielen. Die Deutschen versuchten ein Gegensteuern mit weiterführender U-Boot-Entwicklung (beispielsweise Schnorchel, zielsuchender Torpedo, leise Boote, Batteriekapazität (insbesondere U-Boot-Klasse XXI), Tarnbeschichtung Alberich), konnten jedoch die Atlantikschlacht nicht mehr zu ihren Gunsten wenden. Teils kam noch das Kriegsende dem Einsatz zuvor.

## Zitate zur Rudeltaktik
„Das ist der Sinn der berühmten Rudeltaktik, die jedoch nicht dahin auszulegen ist, daß unter einheitlicher Leitung im geschlossenen Verband operiert wird. Die Gemeinsamkeit beruht ausschließlich auf Heranführen von noch abseits stehenden Kampfmitteln. Einmal am Geleitzug, handelt jedes Boot selbständig. So ist es möglich, in tagelang andauernden Atlantikschlachten Konvois von 50 und mehr Schiffen völlig aufzureiben.“

„Denn auch im Rudel weiß das eine Boot vom anderen wenig mehr als nichts, es sei denn, man analysiert die Funksprüche oder die Gruppe verdichtet sich bis auf Sichtweite, ein seltener Fall. Man wähnt sich alleine auf weiter Flur, ein Pünktchen im unendlichen Atlantik […] Man weiß zwar, daß noch mehr Kameraden mit ihren Booten das gleiche Ziel haben, doch es fehlt einem der Überblick. Alle Fäden liefen beim BdU zusammen.“